# Jianyang (Sichuan)
Jianyang (简阳 ; pinyin : Jiǎnyáng) est une ville de la province du Sichuan en Chine. C'est une ville-district placée sous la juridiction administrative de la ville-préfecture de Chengdu.

## Démographie
La population du district était de 1 434 651 habitants en 1999.

## Transport
- L'Aéroport international de Chengdu-Tianfu